# Stazione di Pordenone
Stazione di Pordenone vasútállomás Olaszországban, Pordenone településen.

## Vasútvonalak
Az állomást az alábbi vasútvonalak érintik:
- Velence–Udine-vasútvonal
- Pordenone–Aviano railway

## Kapcsolódó állomások
A vasútállomáshoz az alábbi állomások vannak a legközelebb:
- Stazione di Cusano (Stazione di Udine, Velence–Udine-vasútvonal)
- Stazione di Fontanafredda (Stazione di Venezia Santa Lucia, Velence–Udine-vasútvonal)